# Gustav Borgen
Gustav Borgen (10. června 1865, Christiania – 16. srpna 1926, Christiania) byl norský fotograf.

## Životopis
Je známý svými portréty mnoha prominentních Norů z období 1891–1922, včetně norského krále Haakona VII, Henrika Ibsena a Bjørnstjerne Bjørnsona, a četných ministrů vlády, členů parlamentu, spisovatelů a umělců a členů horních měšťanských rodin. Jeho sbírka asi 60 000 fotografií je ve veřejné sféře a byla zpřístupněna společností Digitalt Museum (Digitální muzeum).

## Galerie

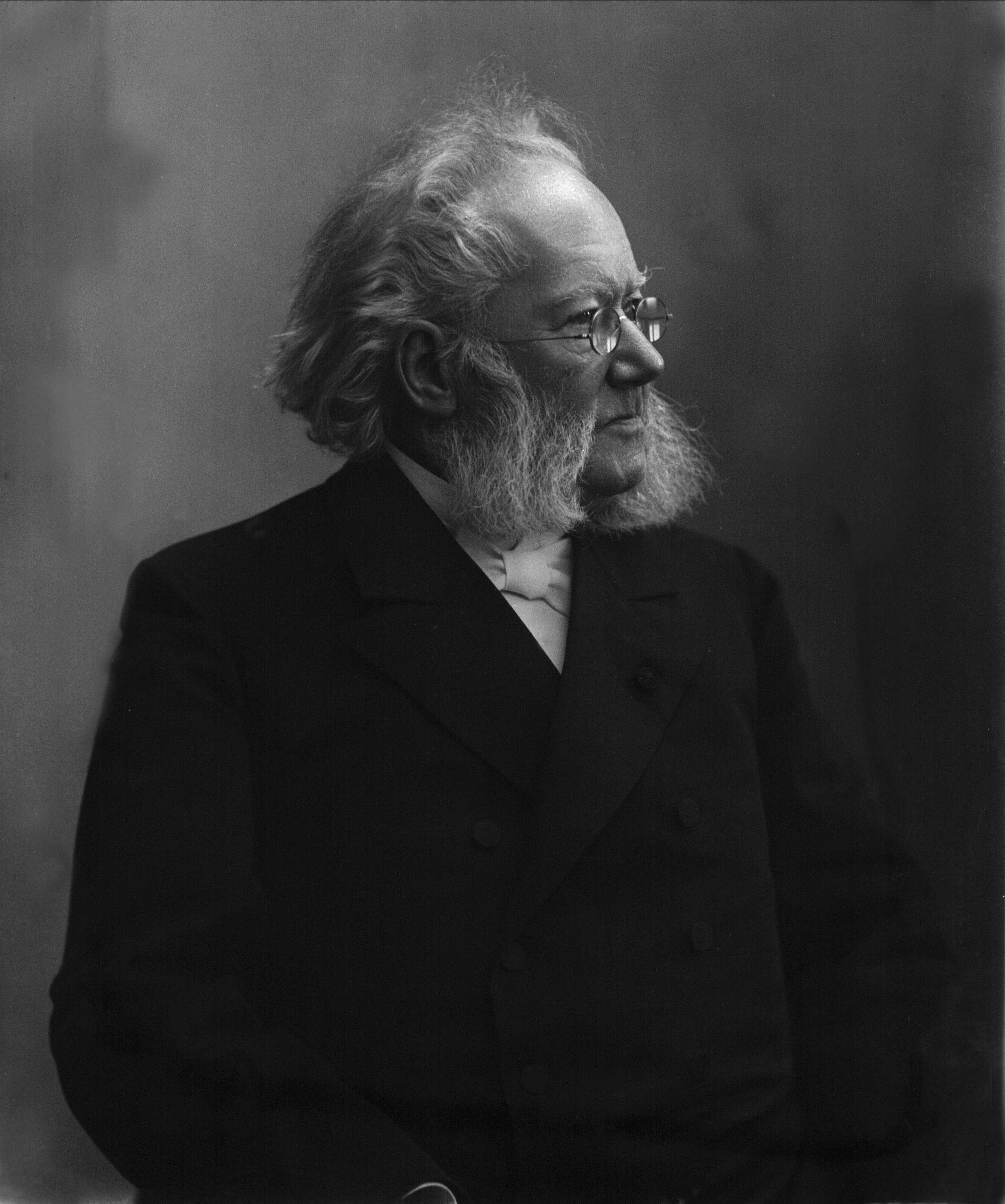
Henrik Ibsen
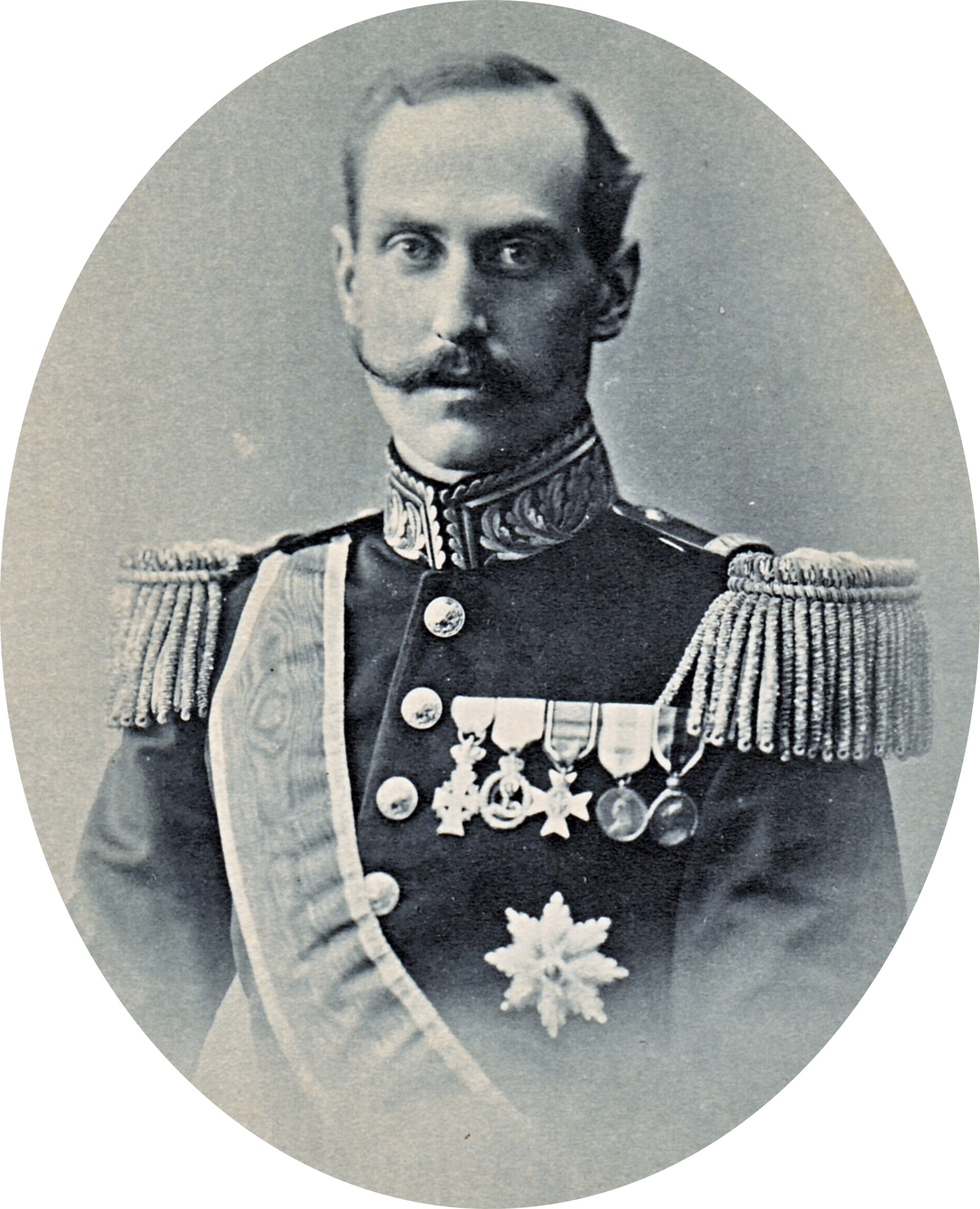
Haakon VII.
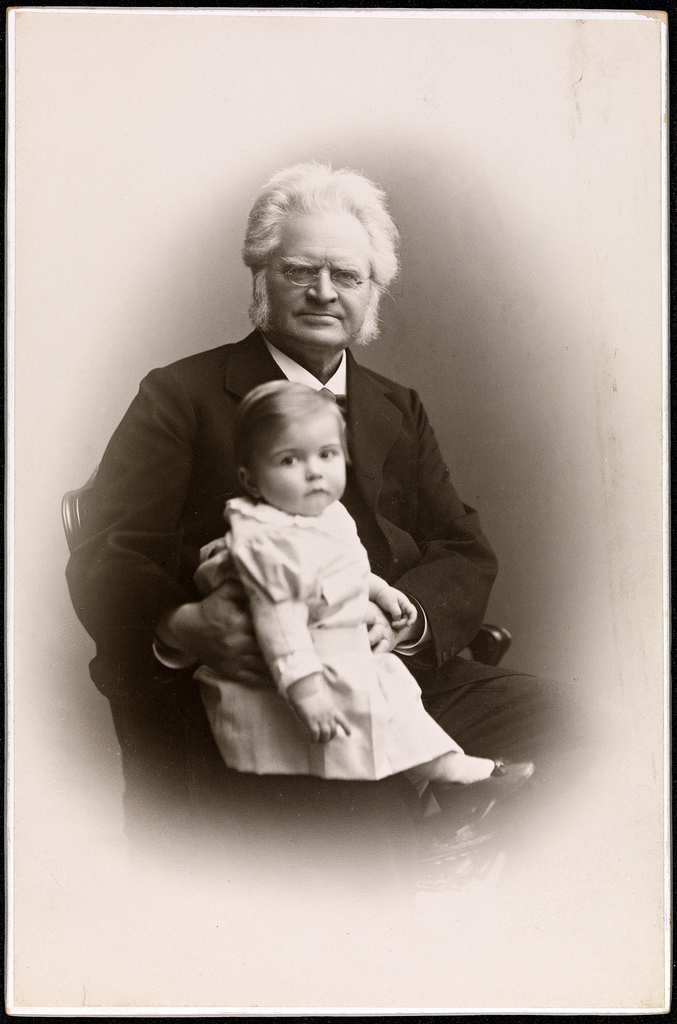
Bjørnstjerne Bjørnson
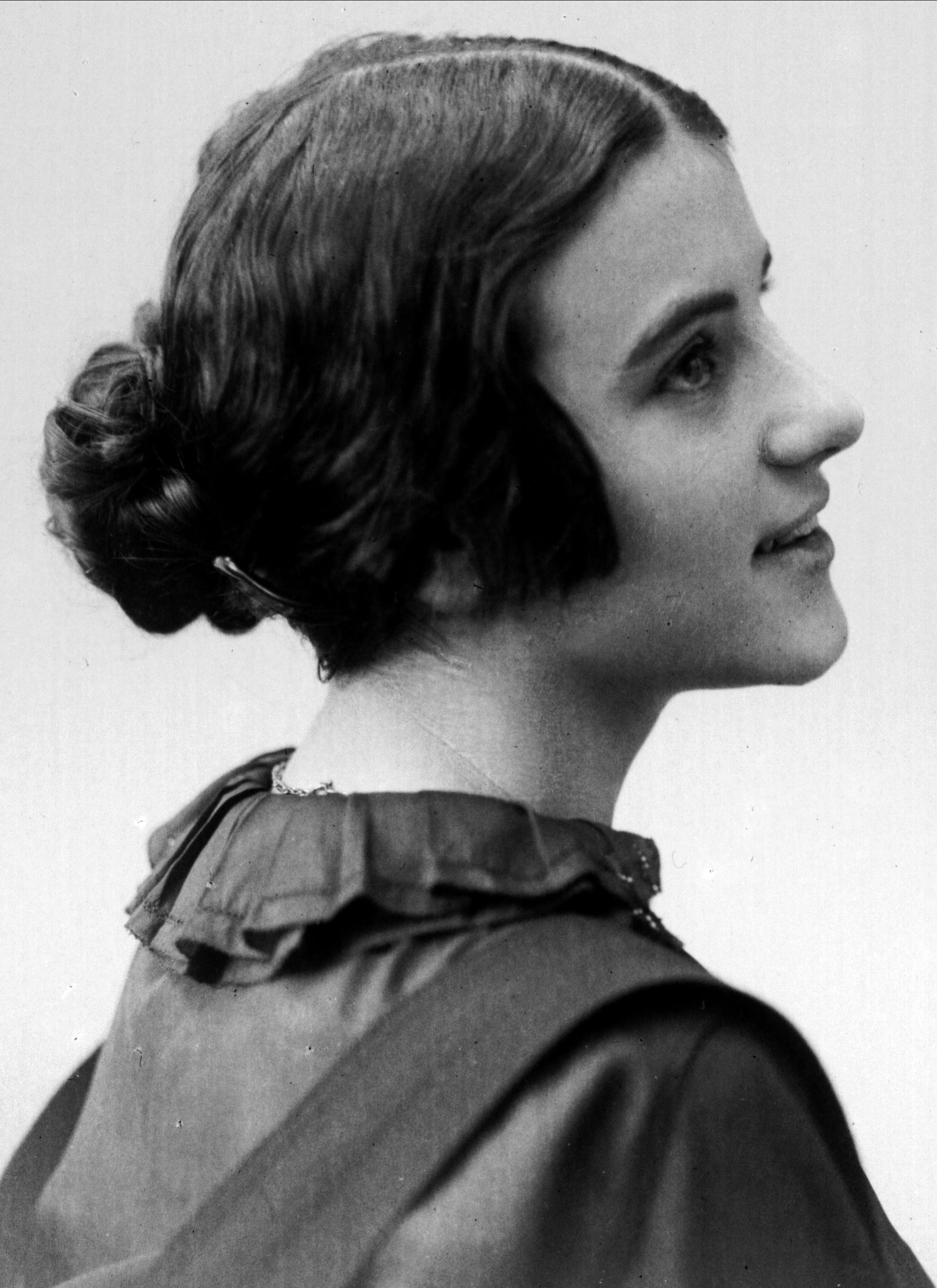
Lillebil Ibsen (da Krohn)
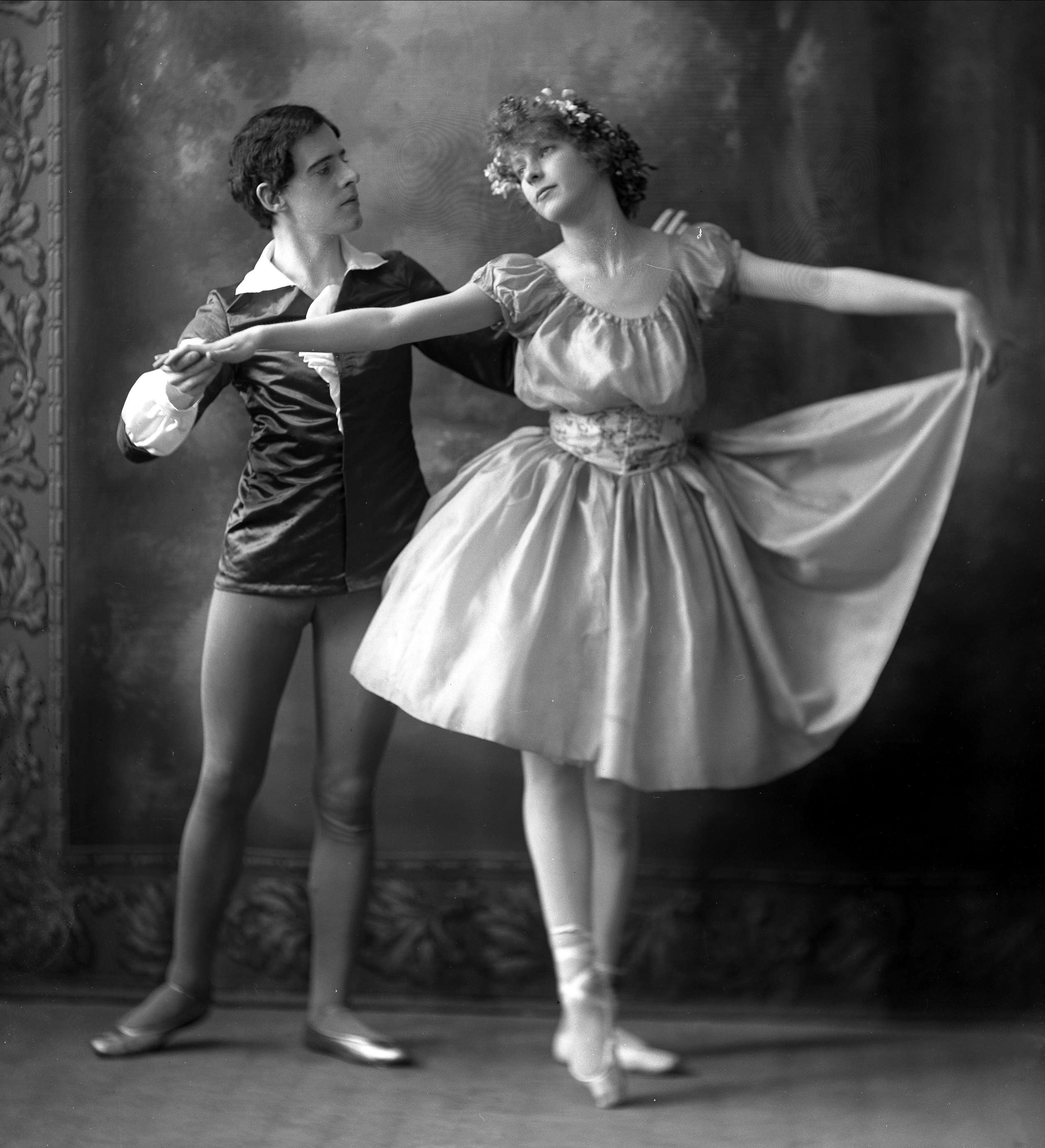
Tanečníci baletu
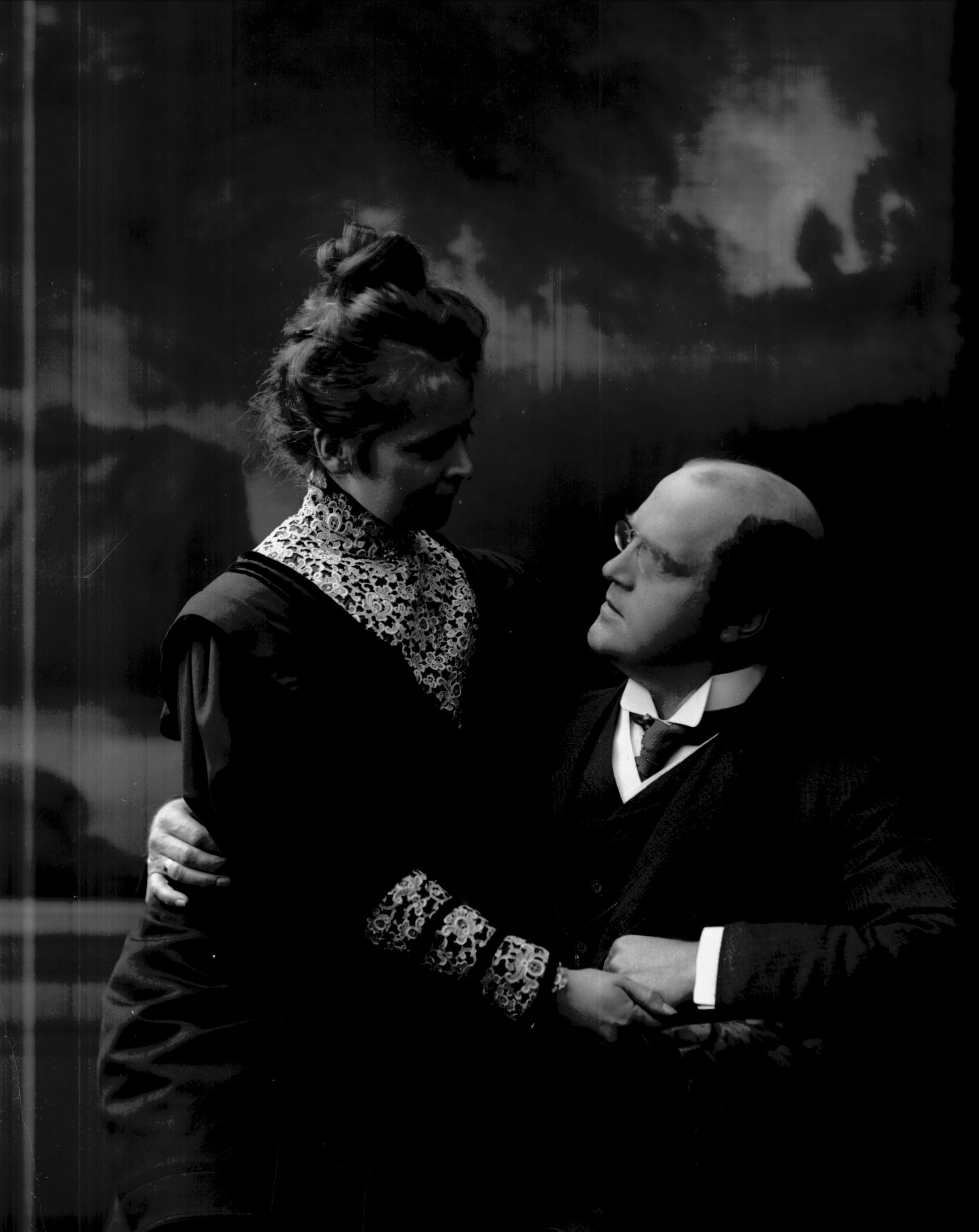
Erling Bjørnson
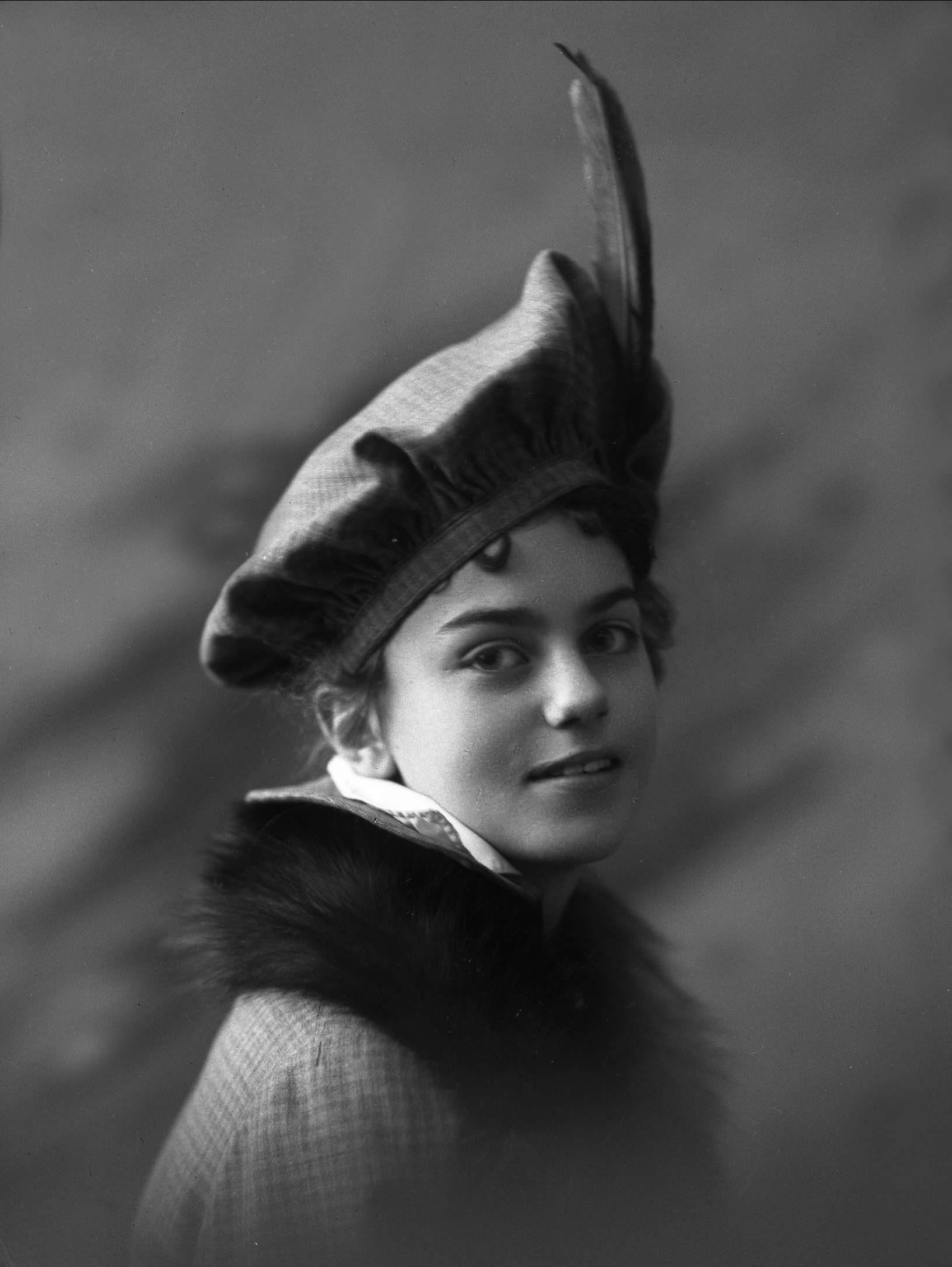
Irene Ibsen Bille
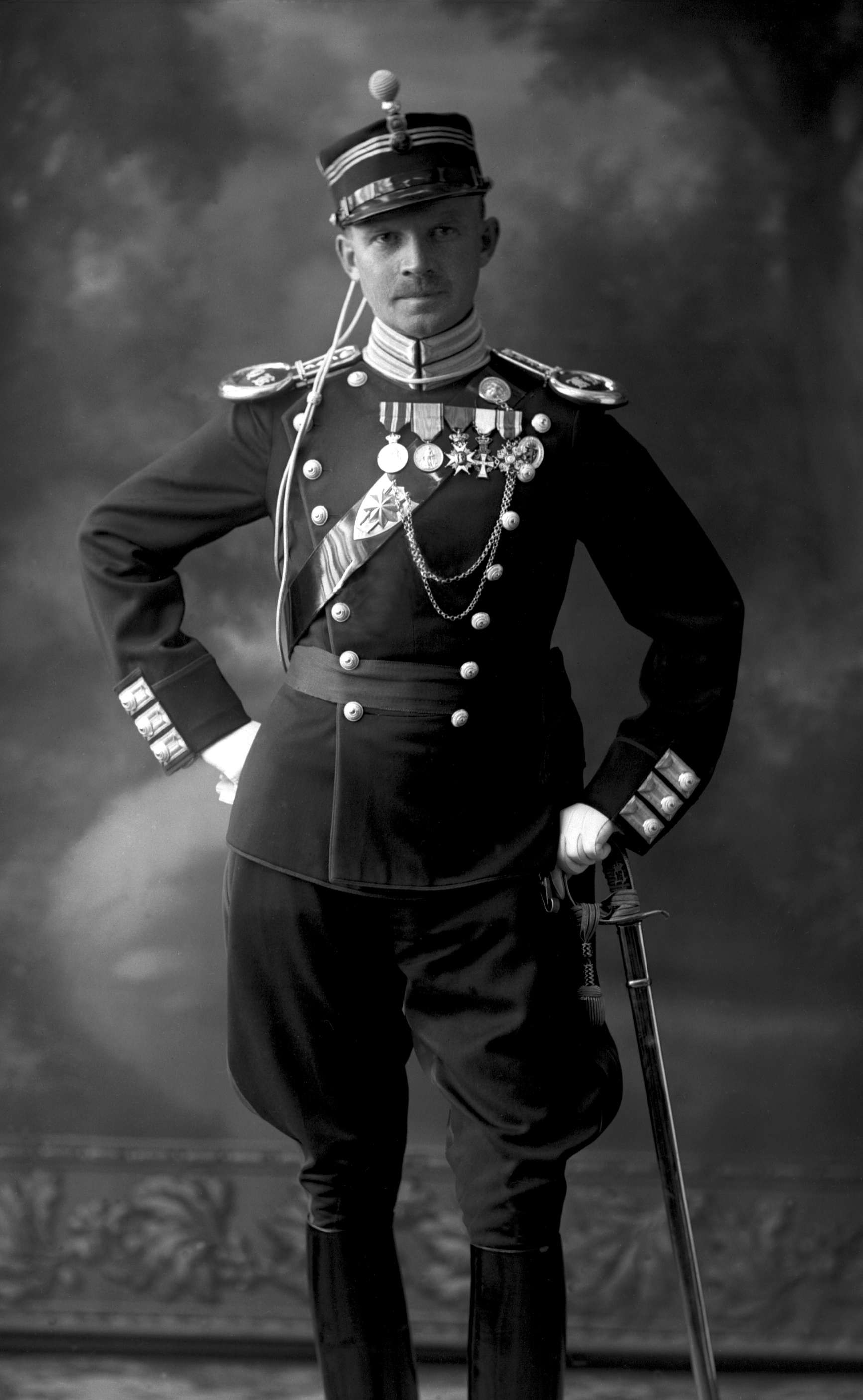
Hans Wilhelm L'Orange v uniformě, 1913
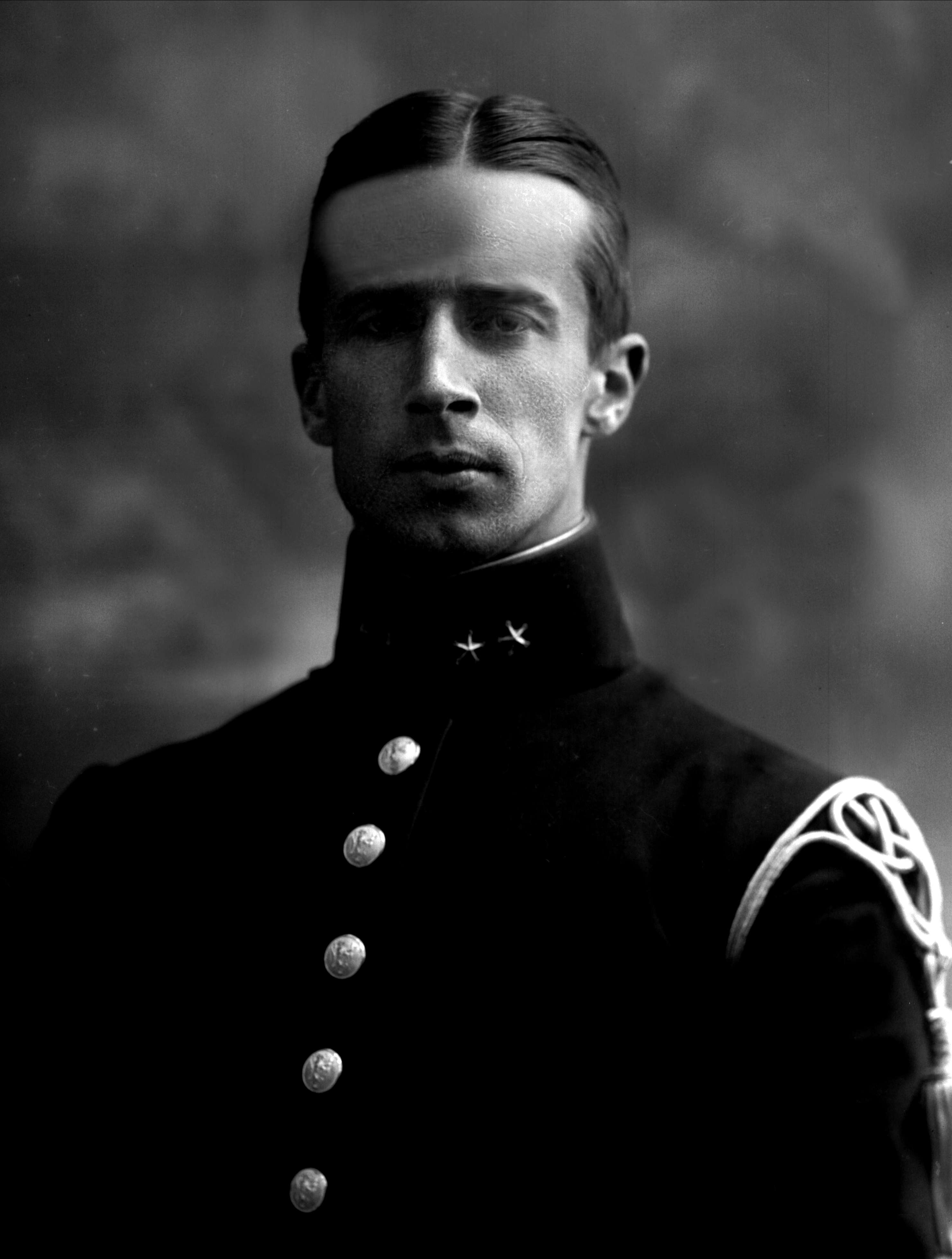
Alf Paus v uniformě, 1914
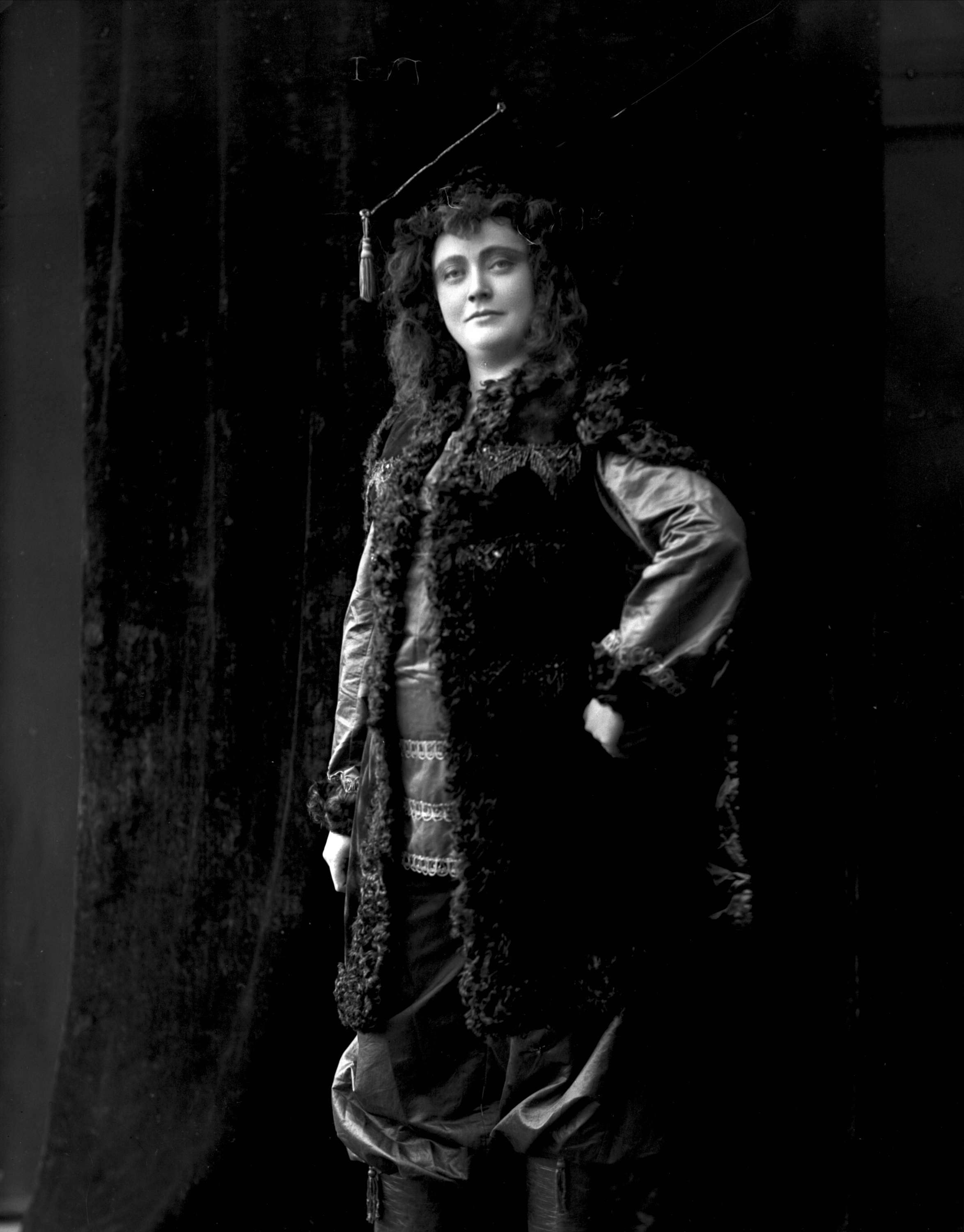
Sopranistka Gabrielle Bidenkap